# 缅甸地理

缅甸的柯本气候分类图

缅甸联邦共和国是东南亚大陆最西北的国家，位于中南半島。缅甸面积为261,228 平方英里（676,578平方公里），是东南亚第二大国家，也是东南亚大陆最大的国家。 这个形似风筝的国家从北纬10'延伸到北纬20'，绵延1,275英里（2,050公里），长长的尾巴沿着马来半岛西海岸延伸。
缅甸东与中国、老挝和泰国相邻，西与印度和孟加拉国相接。西南濒临孟加拉湾，南临安达曼海。面积676,578平方公里，是东南亚大陆上面积最大的国家。缅甸三面环山，西部有若开山脉，北部有喜马拉雅山、横断山脉，东部和东南部为掸邦高原和丹那沙林山脉。中部为平原。位于北部喜马拉雅山中的开加博峰海拔5881米，是缅甸也是东南亚的最高点。

## 面积和边界
面积
- 總領土面積：676,578 km2（261,228 sq mi）
  - 世界国家排名：第39位

- 陆地: 653,508 km2（252,321 sq mi）
- 水域: 23,070 km2（8,910 sq mi）

### 疆域
- 疆域邊界總長：6,522公里
- 鄰近國家有中國、寮國、泰國、孟加拉國與印度
- 海岸線總長2,228公里

## 山脈
另見：緬甸各山脈列表

## 水文
主要河流有伊洛瓦底江、萨尔温江和锡当河等。其中伊洛瓦底江发源于中国西藏林芝地区，向南流经缅甸中部地区，最后注入安达曼海。缅甸大部分人口生活在伊洛瓦底江流域，为缅甸最重要的河流。
此外，緬甸也有全球第50大的經濟海域，他還擁有多達若干座島嶼及丹老群島。

## 氣候
緬甸气候属于热带季风气候。河谷平原夏季闷热多雨，内陆山区比较干燥（又称干旱区）。
因海拔的關係，在高山帶以上的高山地區，會有降雪的現象。海拔2,500~3.500公尺的高山地區則是較為涼爽的亞熱帶、溫帶氣候。

## 自然災害
緬甸常見的自然災害包括地震及氣旋。在六月到九月的雨季中，洪水跟土石流是很常見的；季節性的乾旱也會發生。
曾經襲擊緬甸最強烈的氣旋為2008年的納吉斯氣旋。而隨著全球暖化的影響，海洋溫度逐年上升――這或將意味著氣旋將會對緬甸造成更多的災害損失。

## 環境問題
目前緬甸的環境問題有包括過度的森林砍伐；包含空氣、土壤跟水的工業汙染；衛生、汙水處理的不足導致疾病容易蔓延。

## 參见
- 緬甸河流列表
- 緬甸火山列表